# Gianfranco Caniggia
Gianfranco Caniggia (Roma, 7 maggio 1933 – Roma, 10 novembre 1987) è stato un architetto italiano.

## Biografia
Allievo di Saverio Muratori, ne interpreta l'insegnamento con un'accentuata attenzione all'ambiente costruito e alla ricostruzione delle vicende che lo hanno contrassegnato, che contraddistingue tutti i suoi interventi nei centri storici, a partire dalla prima sperimentazione realizzata a Como (1963), e nei successivi lavori per il recupero dei centri storici di Isernia, Firenze, Napoli e Benevento.
Partecipa a importanti concorsi e cura vari progetti, tra cui si ricordano quelli di edilizia abitativa in via Trinità dei Pellegrini a Roma, in collaborazione con il padre Emanuele (1957), l'ospedale civico di Isola del Liri (1960-1963), la sede degli uffici comunali e giudiziari a Sora (1962), il palazzo di Giustizia a Teramo (1968-1981), diversi lavori di restauro realizzati a Como: il restauro del Borgo Sant'Agostino (1971), di palazzo Volpi (1970) e del palazzo Giovio e Olginati (1972).
Dal 1971 svolge con continuità diversi incarichi di docente presso varie università: Reggio Calabria, Firenze, Genova, Roma; è stato anche commissario alla Biennale di architettura di Venezia.

## Pubblicazioni
- Lettura di una città: Como, Centro Studi di Storia Urbanistica, 1963 (ristampato 1984)
- Strutture dello spazio antropico, 1976
- Lettura dell'edilizia di base, con Gian Luigi Maffei.